# 司馬華龍
司馬華龍（英語：Sze Ma Wa-Lung，1921年8月2日—2012年7月27日），原名曾順釗，人稱司馬叔，香港粵語片演員和電視劇演員，也是現今香港娛樂圈少數直到去世也從沒有正式亮相過無綫電視的藝員之一。

## 簡歷
生於香港，司馬華龍早年就讀灣仔同濟中學，原籍廣東省佛山市南海區，於1950年代起投身粵語片界，在粵語片中飾演配角居多。1952年入行前，他是一名百貨公司經理。後來因為熱愛演戲，所以投身演藝圈。1968年左右，他加入麗的電視，此後為麗的電視以及亞洲電視工作至2000年，期間演出大量角色，但絕大部分為綠葉配角；踏入2000年後，因亞視封小平上任後，進入最後階段，實施裁員政策，司馬華龍並被迫離開亞洲電視，淡出了香港影視圈，至2012年7月27日早上9時半因心臟衰竭在基督教聯合醫院病逝，享年90歲。

## 電視劇（麗的電視）
- 1975年 《十大奇案之十面埋伏》飾 探長
- 1976年 《大家姐》飾 富伯
- 1976年 《十大刺客之費貞娥刺虎》飾 何新
- 1976年 《十大刺客之荊軻》飾 趙御史
- 1976年 《十大刺客之魚腸劍》飾 被離
- 1976年 《十大刺客之聶政》飾 韓山堅
- 1977年 《大家姐與大狂魔》
- 1977年 《三少爺的劍》飾 白木
- 1977年 《電視人》飾 董岐
- 1978年 《鱷魚淚》飾 楊兆基
- 1978年 《李後主》飾 李穆
- 1978年 《巨星》飾 蘇五爺
- 1978年 《浣花洗劍錄》飾 徐平
- 1978年 《十二生肖》
- 1979年 《沈勝衣》飾 老丁／唐彪
- 1979年 《情人箭》飾 杜雲天
- 1979年 《天蠶變》飾 雲飛揚外公
- 1979年 《天龍訣》飾 啞巴僕人
- 1979年 《怒劍鳴》飾 張天義
- 1980年 《人在江湖》 飾 蕭老闆
- 1980年 《大地恩情之家在珠江》飾 容三
- 1980年 《彩雲深處》飾 子叔
- 1980年 《小小心願》飾 唱片公司店主
- 1981年 《少年黃飛鴻》 飾 楊步蟬
- 1981年 《天使危機》飾 鄒子安
- 1981年 《女媧行動》飾 保安司
- 1981年 《大昏迷》飾 陳翁
- 1981年 《大俠霍元甲》飾 龍绍基
- 1981年 《蕩寇誌》 飾 許父
- 1982年 《禿鷹》
- 1982年 《天堂有路》 飾 鄭先生
- 1982年 《風塵三奇俠》 飾 不齋和尚
- 1982年 《家春秋》 飾 高克聰

## 電視劇（亞洲電視）
- 1982年 《雄霸天下》 飾 古大奎
- 1983年 《再向虎山行》飾 容成
- 1983年 《鐵膽英雄》 飾 高君亮
- 1984年 《101拘捕令第三輯之勇敢新世界》飾 薛文忠
- 1984年 《武則天》
- 1985年 《戰神》
- 1986年 《秦始皇》飾 王翦
- 1986年 《清末四大奇案之楊乃武与小白菜》 飾 白尚書
- 1986年 《哪吒》 飾 閻王
- 1986年 《少林五壯士》 飾 方德
- 1987年 《滿清十三皇朝》飾 巴穆尼／衛輝／大卓木／朱圭／柏俊
- 1988年 《賽金花》飾 恭親王
- 1988年 《李清照》
- 1989年 《夜琉璃》
- 1989年 《天堂夢》 飾 倪青楓
- 1989年 《愛情蝙蝠俠》飾 黃庭
- 1989年 《中國奇談》
- 1989年 《司機大佬》飾 馮泰來父親
- 1989年 《小白龍之勤王記》飾 大理皇帝
- 1991年 《中環英雄》
- 1991年 《豪門》飾 司馬爵士
- 1991年 《中華英雄之中華傲訣》飾 天羅神老
- 1991年 《龍泉奇俠》飾 查藝之（在1994年於本港台播映）
- 1992年 《勝者為王II之天下無敵》
- 1992年 《鐳射劇場之摩登七十二家房客》
- 1992年 《仙鶴神針》飾 普智
- 1992年 《今裝戲寶之玉女添丁》飾 司徒銘父
- 1992年 《今裝戲寶之女殺手》飾 署長
- 1993年 《天蠶變之再與天比高》飾 鐵雁道長
- 1993年 《勝者為王III之王者之戰》飾 池田浩
- 1994年 《碧血青天楊家將》飾 王延齡
- 1994年 《碧血青天珍珠旗》飾 王延齡
- 1994年 《洪熙官》飾 方德
- 1995年 《九王奪位》飾 張廷玉
- 1995年 《新包青天再世情仇》飾 生師父
- 1995年 《新包青天殉情記》飾 胡樂山
- 1995年 《新包青天秋之武》饰 刘老实
- 1995年 《新包青天雌雄侠盗》饰 李老实
- 1995年 《新包青天沧海月明珠有泪》饰 徐振
- 1995年 《新包青天大執法》飾 沈敬堯
- 1995年 《新包青天霧鎖開封》飾 吳奇
- 1995年 《殭屍道長》飾 李希和
- 1996年 《殭屍道長II》飾 宋學良
- 1996年 《千王之王重出江湖》飾 杜琛
- 1997年 《再見艷陽天》飾 杜福
- 1997年 《等着你回来》饰 三太公
- 1997年 《97变色龙》饰 邵商人／郑伯
- 1997年 《我来自潮州》饰 李锦
- 1997年 《雪花神劍》 飾 少林寺掌門（覺生之師叔）
- 1998年 《流氓·律師》飾 林先生
- 1998年 《呆佬贺寿》饰 三太公
- 1998年 《穆桂英大破天門陣》飾 陳希夷
- 1998年 《我和殭屍有個約會》飾 李家英
- 1998年 《曲終情未了》飾 郭鏗（在2000年於本港台播映）
- 1998年 《與狼共枕》飾 石啟南（在2000年於本港台播映）
- 1999年 《縱橫四海》
- 2000年 《寶島春夢》飾 黃信泰
- 2000年 《香港一家人》飾 邱德勁
- 2000年 《美麗傳說》飾 雷老太爺

## 電影
- 風塵俠犬（1953年）
- 養子當知父母恩（1953年）
- 失足恨（1954年）
- 梨花一枝春帶雨（1954年）
- 飄零女（1954年）
- 一片冰心（1955年）
- 家教（1955年）
- 五虎將（1955年）
- 孽緣（1955年）
- 真金不怕紅爐火（1955年）
- 大鬧粉粧樓（1955年）
- 黑心鬼（1956年）
- 一片飛花（1956年）
- 人面桃花相映紅（1956年）
- 黑夜奇冤（1956年）
- 棺材精生仔（1957年）
- 龍王公主（1957年）
- 鬼夜哭（1957年）
- 妃海花（1957年）
- 殭屍月（1958年）
- 情賊（1958年）
- 女俠黃鶯夜破三屍案（1959年）
- 天倫情淚（1959年）
- 白髮魔女傳（上集）（1959年）
- 十兄弟（1959年）
- 王先生騎正胭脂馬（1959年）
- 白髮魔女傳（下集）（1959年）
- 通心樹（1959年）
- 情犯（1959年）
- 十兄弟怒海除魔（1960年）
- 荒山盜屍案（1960年）
- 神鵰俠侶下集（1960年）
- 難兄難弟（1960年）
- 神鵰俠侶（1960年）
- 可憐天下父母心（1960年）
- 神鵰俠侶（三集）（1961年）
- 慈母手中線（1961年）
- 情天未老（1961年）
- 良心（1961年）
- 武林十三劍（上集）（1961年）
- 龍鳳劍（下集）（1961年）
- 999廿四小時奇案（1961年）
- 落霞孤鶩（1961年）
- 神鵰俠侶（四集）（1961年）
- 夜半幽靈（1961年）
- 龍鳳劍（上集）（1961年）
- 慈母千秋（1961年）
- 雷克探案之血手凶刀（1961年）
- 武林十三劍（下集）（1961年）
- 清明時節（1962年）
- 岳飛出世（1962年）
- 暴雨紅蓮（1962年）
- 八大女俠鬧江湖（上集）（1962年）
- 飄零孤鳳（1962年）
- 仙鶴神針新傳（上集）（1962年）
- 劍姑七友奇遇記（1962年）
- 夜深沉（1962年）
- 神秘的兇手（1962年）
- 小偷捉賊記（1962年）
- 八大女俠鬧江湖（下集）（1962年）
- 滿江紅（1962年）
- 多計姑娘（1962年）
- 綽頭世界（1963年）
- 狂人塔（上集）（1963年）
- 倚天屠龍記（上集）（1963年）
- 卿何薄命（1963年）
- 碧血金釵（下集）（1963年）
- 兒女恩仇（1963年）
- 古屋行屍（1963年）
- 狂人塔（下集）（1963年）
- 倚天屠龍記（下集）（1963年）
- 雙玉蟬（1963年）
- 夜半人狼（1963年）
- 一屍五命案（1963年）
- 香海情潮（1963年）
- 鬼屋疑雲（1963年）
- 碧血金釵（上集）（1963年）
- 胡奎賣人頭（1963年）
- 痴情兒女（1963年）
- 仙鶴神針新傳（下集）（1963年）
- 昨夜夢魂中（1963年）
- 乖孫（1964年）
- 艷鬼緣（1964年）
- 一味靠滾（1964年）
- 一家之主（1964年）
- 恨海情花（1964年）
- 江湖七虎（1964年）
- 銀箭金刀（1964年）
- 追蹤（1964年）
- 雪花神劍（上集）（1964年）
- 碧血金釵（三集大結局）（1964年）
- 海角驚魂（1964年）
- 糊塗太太（1964年）
- 無字天書（1965年）... 東方明
- 鐵劍朱痕（下集）（1965年）
- 神劍魔簫（下集）（1965年）
- 無敵天書（上集）（1965年）
- 黑玫瑰（1965年）
- 玉面閰羅（下集）（1965年）
- 999離奇三凶手（1965年）
- 黑色的假期（1965年）
- 巧破箱屍案（1965年）
- 相思湖畔（1965年）
- 濟公捉妖（1965年）
- 玉女英魂（上集）（1965年）
- 倚天屠龍記（三集）（1965年）
- 六指琴魔（下集）（1965年）
- 倚天屠龍記（四集大結局）（1965年）
- 荒江三女俠（1965年）
- 玉面閰羅（上集）（1965年）
- 六指琴魔（上集）（1965年）
- 六指琴魔（大結局）（1965年）
- 濟公大鬧公堂（1965年）
- 萬里追蹤（1965年）
- 月光光（1965年）
- 鐵劍朱痕（上集）（1965年）
- 情天劫（1965年）
- 婚姻大事（1966年）
- 雙鳳旗（上集）（1966年）
- 通天曉（1966年）
- 萬劫門（上集）（1966年）
- 殘花淚（1966年）
- 荳寇干戈（下集）（1966年）
- 賊美人（1966年）
- 通緝令（1966年）
- 遺產一百萬（1966年）
- 老夫子三救傻仔明（1966年）
- 金鼎游龍勾魂令（1966年）
- 碧落紅塵（上集）（1966年）
- 金蝙蝠（1966年）
- 劫火紅蓮（上集）（1966年）
- 碧落紅塵（大結局）（1966年）
- 播音王子（1966年）
- 萬劫門（大結局）（1966年）
- 劫火紅蓮（下集）（1966年）
- 金鼎游龍（1966年）
- 情賊黑牡丹（1966年）
- 荳寇干戈（上集）（1966年）
- 碧落紅塵（下集）（1966年）
- 空中女殺手（1967年）
- 黑殺星（1967年）
- 白天鵝（1967年）
- 兔女郎（1967年）
- 碧眼魔女（1967年）
- 小媳婦（1967年）
- 旺財嫂（1967年）
- 英雄本色（1967年）
- 明月千里寄相思（1967年）
- 女鐵膽（1967年）
- 玉女金剛（1967年）
- 粉紅色炸彈（1967年）
- 貓眼女郎（1967年）
- 女探黑天鵝（1967年）
- 女金剛大戰眼龍（1967年）
- 情竇初開（1967年）
- 女黑俠威震地獄門（1967年）
- 我愛阿哥哥（1967年）
- 大師姐（1967年）
- 玉女親情（1967年）
- 四色復仇劍（1968年）
- 玉女心（1968年）
- 如來神掌劈魔平九派（1968年）
- 千面女福星（1968年）
- 矇查查發達（1968年）
- 武林三鳳（上集）（1968年）
- 五月的紅唇（1968年）
- 紅花血劍（1968年）
- 小五義大破銅網陣（1968年）
- 奪魄幽靈（1968年）
- 殺手劍（1968年）
- 玉女痴情（1968年）
- 俠聖（1968年）
- 鐵二胡（1968年）
- 冬戀（1968年）
- 毒龍刀（1968年）
- 給我一個吻（1968年）
- 紅鸞星動（1968年）
- 花月爭輝（1969年）
- 媽媽要我嫁（1969年）
- 獨臂神尼（1969年）
- 玉女劍（1969年）
- 三招了（1969年）
- 娘惹之戀（1969年）
- 名劍天驕（1969年）
- 龍膽（1969年）
- 艷俠紅玫瑰（1969年）
- 銀刀血劍（1969年）
- 相思甜如蜜（1969年）
- 飛男飛女（1969年）
- 一劍香（1969年）
- 黃衫客（1969年）
- 江湖第一劍（1969年）
- 獨眼俠獨闖江湖（1969年）
- 飛鳳狂龍（1970年）
- 昨天今天明天（1970年）
- 嫁衣（1970年）
- 我永遠記著你（1970年）
- 學府新潮（1970年）
- 蕩女痴男（1970年）
- 神探一號（1970年）
- 不敢回家的少女（1970年）
- 三殺手（1970年）
- 愛奴（1972年）
- 年輕人（1972年）
- 兇手一二三（1972年）
- 風月奇譚（1972年）
- 方世玉（1972年）
- 三美挑情（1973年）
- 廣東小老虎（1973年）
- 強龍惡寇（1973年）
- 叛逆（1973年）
- 水為財（1974年）
- 瘋狂大笨賊（1974年）
- 中泰拳壇生死戰（1974年）
- 哪吒（1974年）
- 阿牛入城記（1974年）
- 大鄉里八面威風（1974年）
- 天天報喜（1974年）
- 黃飛鴻少林拳（1974年）
- 怪人怪事（1974年）
- 少林子弟（1974年）
- 綽頭狀元（1974年）
- 洪拳與詠春（1974年）
- 鐵金剛大破紫陽觀（1974年）
- 肉蒲團（1975年）
- 小山東到香港（1975年）
- 社女（1975年）
- 艷窟神探（1975年）
- 遊戲人間三百年（1975年）
- 阿牛出獄記（1975年）
- 千奇百怪俏女傭（1975年）
- 雙星伴月（1975年）
- 密宗聖手（1976年）
- 投胎人（1976年）
- 李小龍與我（1976年）
- 酒帘（1976年）
- 阿牛發達記（1976年）
- 大毒后（1976年）
- 池女（1976年）
- 破戒（1977年）
- 財子名花星媽（1977年）
- 血海螳螂仇（1977年）
- 非男飛女（1978年）
- 問你怕未（1978年）
- 狗咬狗骨（1978年）
- 家法（1979年）
- 油脂甲由（1979年）
- 掃黃奇趣錄（1979年）
- 四大跛拳（1979年）
- 亡命嬌娃（1979年）
- 隻手遮天（1980年）
- I.Q.笨蛋（1981年）
- 奇謀妙計五福星（1983年）
- 傻探出更（1984年）
- 良青花奔月（1987年）
- 天師捉姦（1990年）
- 新精武門1991（1991年）
- 92黑玫瑰對黑玫瑰（1992年）
- 漫畫威龍（1992年）
- 七月十四（1993年）
- 黃飛鴻之鐵雞鬥蜈蚣（1993年）
- 黃鶯大戰阿拉丁（1993年）
- 射鵰英雄傳之東成西就（1993年）
- 醉拳II（1994年）
- 刀（1995年）
- 南海十三郎（1997年）
- 獸性新人類（2000年）
- 一個爛賭的傳說（2001年）
- 我左眼見到鬼（2002年）

## 外部連結
- 司馬華龍在互联网电影资料库（IMDb）上的資料（英文）（英文）
- 司馬華龍在香港影庫上的簡介
- 司馬華龍在时光网上的簡介（简体中文）